# François Hennebique

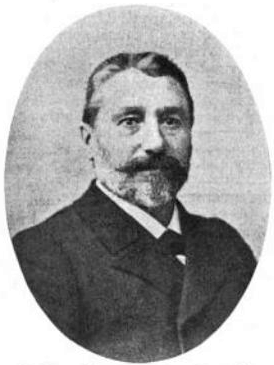
François Hennebique

François Hennebique (ur. 26 kwietnia 1842, zm. 7 marca 1921) – francuski inżynier i budowniczy samouk, opatentował swój pionierski system konstrukcji żelbetowej w 1892 roku, łącząc ze sobą struktury kolumnowe oraz promieniste w jeden pojedynczy element monolityczny. System ten był jednym z pierwszych nowoczesnych systemów konstrukcyjnych.
Hennebique pracował najpierw jako kamieniarz, następnie został budowniczym specjalizującym się w szczególności w odnawianiu starych kościołów. System nazwany béton armé ("żelbet") został zastosowany po raz pierwszy w projekcie domu w Belgii w 1879 roku.